# Royale Union Saint-Gilloise
Royale Union Saint-Gilloise – belgijski klub piłkarski, grający obecnie w Eerste klasse A, mający siedzibę w gminie Sint-Gillis, leżącej w Regionie Stołecznym Brukseli. Dwunastokrotny mistrz kraju i trzykrotny zdobywca pucharu kraju. Jeden z najlepszych przedwojennych klubów Belgii. Jest popularny wśród flamandzkich i francuskojęzycznych mieszkańców Regionu Stołecznego Brukseli. 13 marca 2021 zapewnił sobie awans na pierwszy szczebel ligowy, na który powrócił po 48 latach. 3 kwietnia 2022 zapewnił sobie awans do europejskich pucharów po 58 latach przerwy. W 2025 roku piłkarze Royale Union Saint-Gilloise zdobył mistrzostwo Belgii po 90 latach przerwy.

## Historia
Chronologia nazw:
- 1897: Union Saint-Gilloise
- 1922: Union Saint-Gilloise Societe Royale, często znany jako Union Royale Saint-Gilloise
- 1973: Royale Union
- 1984: Royale Union Saint-Gilloise

Klub Union Saint-Gilloise został założony w 1897. W 1898 został członkiem l'Union Belge des Sociétés de Sports Athlétiques (UBSSA, obecnie KBVB – Królewski Belgijski Związek Piłki Nożnej). W sezonie 1898/1899 startował w Division 2, a w 1901 zdobył awans do najwyższej klasy rozgrywek. W sezonie 1903/1904 wywalczył swoje pierwsze mistrzostwo Belgii. W 1922 klub został uznany przez „Société Royale” w związku z czym przemianowany na Union Saint-Gilloise Societe Royale. Do czasu wybuchu II wojny światowej był czołową belgijską drużyną. W latach 1933–1935 ustanowił rekord, zaliczając 60 spotkań bez porażki z rzędu w lidze, do tej pory niepobity w belgijskim futbolu. Także do tego czasu zdobył swoje wszystkie 11 tytułów mistrza kraju. Po wojnie jednym z sukcesów były występy w Pucharze Miast Targowych w latach 1958–1963 i 1964–1965. W sezonie 1958/1960 dotarł do półfinału, wcześniej pokonując faworyzowaną AS Romę. RUSG stopniowo tracił w powojennych czasach swoją pozycję. W sezonie 1948/1949 spadł pierwszy raz w historii z Eerste klasse, wówczas tylko na 2 sezony, ale od kolejnego spadku w 1962/1963 Union przestał być etatowym ligowcem, najczęściej występując w drugiej lidze. W 1956 gracze RUSG ostatni raz stanęli na podium mistrzostw kończąc ligę na 3. miejscu. Ostatni raz w XX w. klub grał na pierwszym szczeblu w sezonie 1972/1973. W 1973 zmienił nazwę na Royale Union, a w 1984 przyjął obecną nazwę Royale Union Saint-Gilloise. W 1975 RUSG wystąpił po raz pierwszy w historii na 3. poziomie rozgrywek. Aż do 2021 zespół występował pomiędzy drugim a trzecim szczeblem piłkarskich rozgrywek Belgii. W 2015 klub awansował do 2. ligi, a po sześciu sezonach gry na tym szczeblu nastąpił powrót do Eerste klasse A, po 48 latach nieobecności. Klub zawdzięcza to właścicielowi Tony’emu Bloomowi, który jest także właścicielem Brighton & Hove Albion. W sezonie 2021/2022, będąc beniaminkiem belgijskiej ekstraklasy, klub zwyciężył w rundzie zasadniczej Eerste klasse A. W fazie play-off zakończył sezon na drugim miejscu zdobywając dziewiąte wicemistrzostwo Belgii w swojej historii.

## Sukcesy
Tytuł Krajowy
- Pierwsza Liga:
  - mistrzostwo (12): 1903/04, 1904/05, 1905/06, 1906/07, 1908/09, 1909/10, 1912/13, 1922/23, 1932/33, 1933/34, 1934/35, 2024/25
  - wicemistrzostwo (10): 1902/03, 1907/08, 1911/12, 1913/14, 1919/20, 1920/21, 1921/22, 1923/24, 2021/22, 2023/24
  - III miejsce (8): 1901/02, 1924/25, 1931/32, 1935/36, 1936/37, 1937/38, 1955/56, 2022/23
- Druga Liga:
  - mistrzostwo (4): 1900/01, 1950/51, 1963/64, 2020/21
  - wicemistrzostwo (1): 1967/68
- Trzecia Liga A:
  - mistrzostwo (2): 1975/76, 1983/84
- Trzecia Liga B:
  - mistrzostwo (1): 2003/04
- Puchar Belgii:
  - zwycięstwo (3): 1912/13, 1913/14, 2023/24
- Superpuchar Belgii:
  - zwycięstwo (1): 2024
- Coupe Jules Pappaert:
  - mistrzostwo (3):  1956, 1976, 2021

Tytuł międzynarodowy
- Challenge International du Nord:
  - mistrzostwo (3):  1903/04, 1904/05, 1906/07
- Coupe Van der Straeten Ponthoz:
  - mistrzostwo (3):  1904/05, 1905/06, 1906/07
- Coupe Jean Dupuich:
  - mistrzostwo (4): 1911/12, 1912/13, 1913/14, 1924/25

## Europejskie puchary
Legenda do wszystkich tabel:
- Q – runda eliminacyjna, 1/16, 1/8, 1/4, 1/2 – odpowiednia faza rozgrywek, Grupa – runda grupowa, 1r gr – pierwsza runda grupowa, 2r gr – druga runda grupowa, F – finał, R – runda, PO – play-off
- k. – rzuty karne, los. – losowanie, Dogr. – dogrywka, w. – zasada bramek strzelonych na wyjeździe

| Sezon   | Rozgrywki               | Runda       | Przeciwnik          | Dom     | Wyjazd  | Ogólnie      |
| ------- | ----------------------- | ----------- | ------------------- | ------- | ------- | ------------ |
| 1958/60 | Puchar Miast Targowych  | 1/8         | Lipsk XI            | 6–1     | 0–1     | 6–2          |
| 1958/60 | Puchar Miast Targowych  | 1/4         | AS Roma             | 2–0     | 1–1     | 3–1          |
| 1958/60 | Puchar Miast Targowych  | 1/2         | Birmingham City     | 2–4     | 2–4     | 4–8          |
| 1960/61 | Puchar Miast Targowych  | 2R          | AS Roma             | 0–0     | 1–4     | 1–4          |
| 1961/62 | Puchar Miast Targowych  | 1R          | Heart of Midlothian | 1–3     | 0–2     | 1–5          |
| 1962/63 | Puchar Miast Targowych  | 1R          | Olympique Marsylia  | 4–2     | 0–1     | 4–3          |
| 1962/63 | Puchar Miast Targowych  | 1/8         | Dinamo Zagrzeb      | 1–0     | 1–2     | 2–2, 2–3 (N) |
| 1964/65 | Puchar Miast Targowych  | 1R          | Juventus F.C.       | 0–1     | 0–1     | 0–2          |
| 2022/23 | Liga Mistrzów           | 3Q          | Rangers             | 2–0     | 0–3     | 2–3          |
| 2022/23 | Liga Europy             | Grupa D     | Union Berlin        | 0–1     | 1–0     | 1. miejsce   |
| 2022/23 | Liga Europy             | Grupa D     | Malmö FF            | 3–2     | 2–0     | 1. miejsce   |
| 2022/23 | Liga Europy             | Grupa D     | SC Braga            | 3–3     | 2–1     | 1. miejsce   |
| 2022/23 | Liga Europy             | 1/8         | Union Berlin        | 3–0     | 3–3     | 6–3          |
| 2022/23 | Liga Europy             | 1/4         | Bayer Leverkusen    | 1–4     | 1–1     | 2–5          |
| 2023/24 | Liga Europy             | PO          | FC Lugano           | 2–0     | 1–0     | 3–0          |
| 2023/24 | Liga Europy             | Grupa E     | Liverpool           | 2–1     | 0–2     | 3. miejsce   |
| 2023/24 | Liga Europy             | Grupa E     | LASK Linz           | 2–1     | 0–3     | 3. miejsce   |
| 2023/24 | Liga Europy             | Grupa E     | Toulouse            | 1–1     | 0–0     | 3. miejsce   |
| 2023/24 | Liga Konferencji Europy | 1/16        | Eintracht Frankfurt | 2–2     | 2–1     | 4–3          |
| 2023/24 | Liga Konferencji Europy | 1/8         | Fenerbahçe SK       | 0–3     | 1–0     | 1–3          |
| 2024/25 | Liga Mistrzów           | 3Q          | Slavia Praga        | 0–1     | 1–3     | 1–4          |
| 2024/25 | Liga Europy             | Faza ligowa | AS Roma             | 1–1 (D) | 1–1 (D) | 21. miejsce  |
| 2024/25 | Liga Europy             | Faza ligowa | Rangers             | 1–2 (W) | 1–2 (W) | 21. miejsce  |
| 2024/25 | Liga Europy             | Faza ligowa | SC Braga            | 2–1 (D) | 2–1 (D) | 21. miejsce  |
| 2024/25 | Liga Europy             | Faza ligowa | Fenerbahçe          | 1–2 (W) | 1–2 (W) | 21. miejsce  |
| 2024/25 | Liga Europy             | Faza ligowa | FK Bodø/Glimt       | 0–0 (D) | 0–0 (D) | 21. miejsce  |
| 2024/25 | Liga Europy             | Faza ligowa | FC Midtjylland      | 0–1 (W) | 0–1 (W) | 21. miejsce  |
| 2024/25 | Liga Europy             | Faza ligowa | OGC Nice            | 2–1 (D) | 2–1 (D) | 21. miejsce  |
| 2024/25 | Liga Europy             | Faza ligowa | Twente              | 1–0 (W) | 1–0 (W) | 21. miejsce  |
| 2024/25 | Liga Europy             | 1/16        | Ajax                | 0–2     | 2–1     | 2–3, Dogr.   |
| 2025/26 | Liga Mistrzów           | Faza ligowa |                     | – (D)   | – (D)   | –            |
| 2025/26 | Liga Mistrzów           | Faza ligowa | – (W)               |         |         | –            |
| 2025/26 | Liga Mistrzów           | Faza ligowa | – (D)               |         |         | –            |
| 2025/26 | Liga Mistrzów           | Faza ligowa | – (W)               |         |         | –            |
| 2025/26 | Liga Mistrzów           | Faza ligowa | – (D)               |         |         | –            |
| 2025/26 | Liga Mistrzów           | Faza ligowa | – (W)               |         |         | –            |
| 2025/26 | Liga Mistrzów           | Faza ligowa | – (D)               |         |         | –            |
| 2025/26 | Liga Mistrzów           | Faza ligowa | – (W)               |         |         | –            |

## Sztab trenerski
| Funkcja                             | Imię i nazwisko      |
| ----------------------------------- | -------------------- |
| Trener                              | Felice Mazzù         |
| Asystent trenera                    | Karel Geraerts       |
| Asystent trenera                    | Artur Kopyt          |
| Trener analityk                     | Sandro Salamone      |
| Trener bramkarzy                    | Laurent Deraedt      |
| Trener ds. przygotowania fizycznego | Thibaut Meyer        |
| Kierownik drużyny                   | Annelies Menten      |
| Opiekun sprzętu, magazynier         | Rok Grilec           |
| Lekarz                              | Axel Marlaire        |
| Lekarz                              | Koen Pansaers        |
| Lekarz                              | Gert Vandeurzen      |
| Fizjoterapeuta                      | Ivan Del Molino      |
| Fizjoterapeuta                      | Stephen Van Den Berg |

## Piłkarze

### Obecny skład
Stan na 26 lipca 2025
| Nr | Poz. | Piłkarz                     |
| -- | ---- | --------------------------- |
| 1  | BR   | Vic Chambaere               |
| 3  | OB   | Mamadou Thierno Barry       |
| 4  | OB   | Mathias Rasmussen           |
| 5  | OB   | Kevin Mac Allister          |
| 6  | PO   | Kamiel Van De Perre         |
| 8  | PO   | Adem Zorgane                |
| 9  | NA   | Franjo Ivanović             |
| 10 | PO   | Anouar Ait El Hadj          |
| 11 | NA   | Henok Teklab                |
| 12 | NA   | Promise David               |
| 13 | NA   | Kevin Rodríguez             |
| 16 | OB   | Christian Burgess (kapitan) |
| 18 | BR   | Giorgi Kawlaszwili          |
| 19 | OB   | Guillaume François          |

| Nr | Poz. | Piłkarz               |
| -- | ---- | --------------------- |
| 20 | NA   | Marc Giger            |
| 21 | PO   | Alessio Castro-Montes |
| 22 | NA   | Ousseynou Niang       |
| 23 | NA   | Sofiane Boufal        |
| 24 | PO   | Charles Vanhoutte     |
| 25 | NA   | Anan Chalili          |
| 26 | OB   | Ross Sykes            |
| 30 | NA   | Raul Florucz          |
| 31 | NA   | Cristian Makaté       |
| 48 | OB   | Fedde Leysen          |
| 77 | NA   | Mohammed Fuseini      |
|    | BR   | Kjell Scherpen        |
|    | PO   | Jean Thierry Lazare   |

### Wypożyczeni
| Nr | Poz. | Piłkarz |
| -- | ---- | ------- |

## Reprezentanci kraju grający w klubie
| - Jean Claessens - Alain De Nil - Marcel Dries - Léon Jeck - Gaby Mudingayi - Jules Pappaert - Philibert Smellinckx - Jacques Teugels - Jean-Marie Trappeniers - Paul Van Den Berg - Siebe Van Der Heyden - André Vandeweyer - Dante Vanzeir - Jan Verheyen - Félix Welkenhuysen |  | - Christian Kinkela - Maryan Synakowski - Skelly Tutu - Alseny Passy Keita - Marteinn Geirsson - Todor Veselinović - Paul Philipp - Anthony Moris - Loïc Lapoussin - Samba Diawara - Teddy Teuma - Harald Nickel - Ibrahim Tankary - Ode Thompson - Sanharib Malki |